# Jacob Achilles Mähly
Jacob Achilles Mähly (Bázel, 1828. december 24. – Bázel, 1902. június 18.) svájci költő és filológus, aki német nyelven publikált.

## Életpályája
Tanulmányait szülővárosában (Gymnasium am Münsterplatz), továbbá Göttingenben és Berlinben végezte.1845-ben megalapította Paedagogia Basiliensist, Svájc legrégebbi középiskolai tanáregyesületét. 1864-ben a bázeli egyetemen a klasszika-filológia magántanáraként Friedrich Nietzsche mellett tanított; 1875-ben kapta meg a rendes tanári kinevezést a latin filológia tanszéken.

## Művei

### Költői munkái
- Ismertebbek a Mathilde (1854) és Erdbeben zu Basel (1856) című epikus költeményei, különösen pedig a bázeli tájszólásban írt kedves versei: Rhigmuomel (1856).
- Írt még sok novellát, valamint vígjátékokat is.

### Tudományos művei
- Sebastian Castellio (életrajz, 1862);
- Wesen u. Geschichte des Lustspiels (1862);
- Angelus Politianus (művelődéstörténelmi kép a reneszánsz korából, 1864);
- Varroniona (1865);
- Die Schlange im Mythus u. Cultus der classischen Völker (1867);
- Richard Bentley (1868);
- Der Oedipus Coloneus des Sophokles (1868);
- Geschichte der antiken Literatur (1880, 2. kötet);
- Zur Kritik lat, Texte (1886);
- Euripides (1880); Aeschylos (1885);
- Griechische Lyriker (1889);
- Römische Lyriker (1886) stb.